# Могойтуйське сільське поселення
Могойту́йське сільське поселення (рос. Могойтуйское сельское поселение) — сільське поселення у складі Акшинського району Забайкальського краю Росії.
Адміністративний центр та єдиний населений пункт — село Могойтуй.

## Населення
Населення сільського поселення становить 514 осіб (2019; 844 у 2010, 1006 у 2002).